# Don Cipote de la Manga
Don Cipote de la Manga es una película española de comedia erótica con toques de terror, rodada en 1983 y estrenada en 1985, dirigida por Gabriel Iglesias y protagonizada en los papeles principales por Francisco Cecilio, Gracita Morales, Azucena Hernández y Carlos Lucas.

## Sinopsis
Don Laureano Fresnedilla es un peregrino que viaja con su compañero Pancho por toda la zona de La Manga del Mar Menor pregonando en contra de la lujuria y la corrupción, además de tratar de convertir al bien a aquellos que han cedido ante el pecado.
Sin embargo, el propio Laureano se ve transformado cuando una noche es atacado por una mujer vampiro. La mujer le ataca y le clava sus colmillos. Como consecuencia de ello, Laureano se altera cuando hay luna llena y su fervorosa fe se ve anulada por unas ansias incontenibles de sexo.

## Reparto
- Francisco Cecilio ... Pancho
- Azucena Hernández ... Paloma
- Gracita Morales ...	Madre de Paloma
- Carlos Lucas ...	Don Laureano Fresnedilla / Don Cipote
- Pilar Alcón
- Rafael Hernández
- Luis Rico
- Carmen Martínez Sierra
- Ana María Morales
- Antonio Mayans
- Marivi Tejela
- Marta Valverde ... Campesina
- Lucio Romero
- Minervino De la Vega
- Ángela Reino
- Nicol Deschamps
- María Elena De Ureeze